# ワン・アジサ

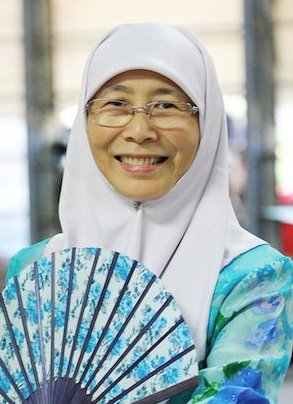
ワン・アジサ

ワン・アジサ・ワン・イスマイル（Wan Azizah Wan Ismail、1952年12月3日 - ）は、マレーシアの政治家。元人民正義党（旧国民正義党）党首（1999年 - 2018年）。
福建省をルーツに持つプラナカンの家庭に生まれた中国系マレーシア人。1980年にアンワル・イブラヒムと結婚し、2004年までに5人の娘と1人の息子を育て上げた。アイルランドで学位を取得し、眼科医になったが、夫アンワルが副首相になった1993年に本業を辞している。
1999年総選挙で、9077票差で統一マレー国民組織 (UMNO)のイブラヒム・サアドを破り、初当選。また、2004年総選挙でも、僅差ながら議席を確保している。
2018年5月、総裁を務める人民正義党が政権を取ったことにより、マレーシアの副首相に就任。2020年2月まで在任した。